# Filmografia de Gabourey Sidibe
Esta e a lista completa de filmes e série da atriz norte-americana Gabourey Sidibe.

## Cinema
| Ano  | Título                   | Papel            |
| ---- | ------------------------ | ---------------- |
| 2009 | Precious                 | Precious         |
| 2011 | Yelling to the Sky       | Latonya Williams |
| 2011 | Tower Heist              | Odessa           |
| 2012 | Seven Psychopaths        | Sharice          |
| 2014 | White Bird in a Blizzard | Beth             |
| 2014 | Life Partners            | Jen              |
| 2014 | Top Five                 | Ela mesma        |
| 2015 | Gravy                    | Winketta         |
| 2016 | Grimsby                  | Banu             |
| 2019 | Come as You Are          | Sam              |
| 2020 | Antebellum               | Dawn             |
| 2021 | Asking For It            | Rudy             |
| 2025 | Give Me Back My Daughter | Renee            |

## Televisão
| Ano       | Título                                   | Papel                               | Notas                              |
| --------- | ---------------------------------------- | ----------------------------------- | ---------------------------------- |
| 2010-2013 | The Big C                                | Andrea Jackson                      | 31 episódios                       |
| 2011      | Glenn Martin DDS                         | Keisha                              | Episódio: "Date with Destiny"      |
| 2011-2012 | American Dad!                            | Garota da festa / Ela mesma         | 2 episódios                        |
| 2013-2014 | American Horror Story: Coven             | Queenie                             | 12 episódios                       |
| 2014      | American Horror Story: Freak Show        | Regina Ross                         | 3 episódios                        |
| 2015-2020 | Empire                                   | Becky                               | 98 episódios                       |
| 2015-2017 | Difficult People                         | Denise                              | 12 episódios                       |
| 2016      | American Horror Story: Hotel             | Queenie                             | Episódio: "Battle Royale"          |
| 2016      | Brad Neely's Harg Nallin' Sclopio Peepio | Vários                              | 10 episódios                       |
| 2016      | Drunk History                            | Ella Fitzgerald                     | Episódio: "Legends"                |
| 2017      | BoJack Horseman                          | Tamara                              | Episódio: "The Old Sugarman Place" |
| 2018      | American Horror Story: Apocalypse        | Queenie                             | 5 episódios                        |
| 2021      | The Harper House                         | Shauna Bradley                      | 7 episódios                        |
| 2021      | Santa Inc.                               | Goldie                              | 8 episódios                        |
| 2022      | American Horror Stories                  | Jaslyn Taylor                       | Episódio: "Aura"                   |
| 2022      | All I Didn't Want for Christmas          | Emily Harris                        | Telefilme                          |
| 2025      | StuGo                                    | Francis / Svetlana / Maga das Algas | 20 episódios                       |

## Video game
| Ano  | Título                      | Papel |
| ---- | --------------------------- | ----- |
| 2023 | High on Life: High on Knife | Mux   |